# Tourismus in Abchasien

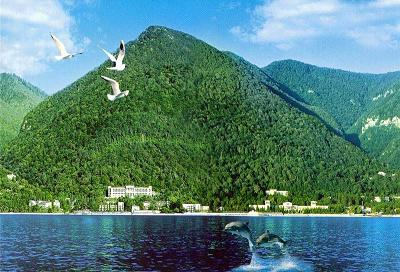
Die abchasische Schwarzmeerküste bei Gagra

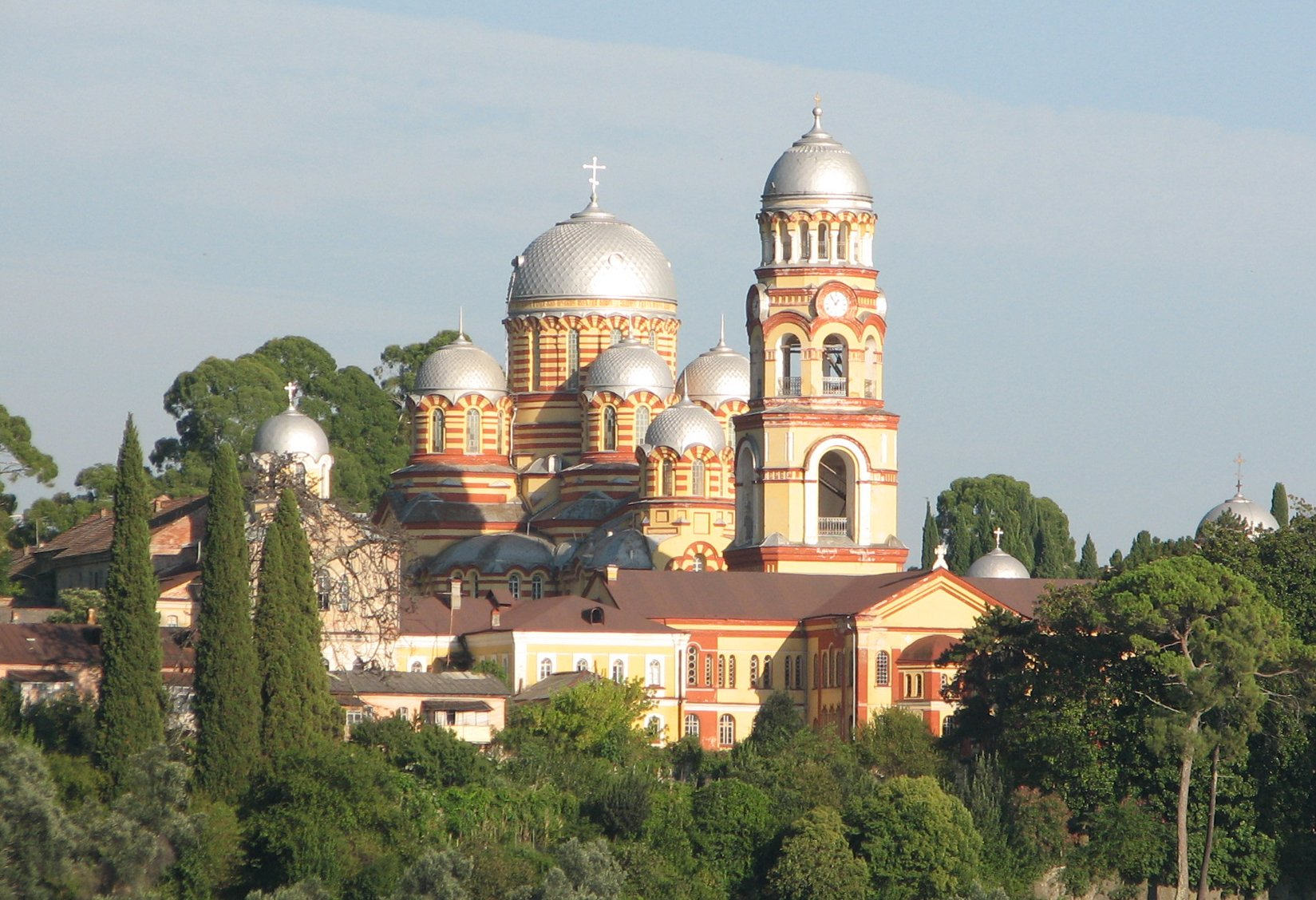
Das Kloster Achali Atoni

Der Tourismus in Abchasien ist ein wichtiger Wirtschaftsfaktor in der Kaukasusrepublik, die international bislang nur von wenigen Staaten anerkannt wird. Bereits zur Zeit der Sowjetunion war das am Schwarzen Meer gelegene Abchasien auch gelegentlich unter dem Namen „Rote Riviera“ bekannt. Nach einem durch den abchasischen Bürgerkrieg bedingten Zusammenbruch in den 1990er-Jahren erlebt der Tourismus in Abchasien besonders seit 2008 eine Wiederbelebung. Im Jahr 2009 kamen eine Million Touristen nach Abchasien, was einem Anstieg von 15 bis 20 % gegenüber dem Vorjahr darstellt. Dieser positive Trend setzt sich auch weiterhin fort. Die meisten Touristen kommen hierbei aus dem Nachbarland Russland und Staaten der ehemaligen Sowjetunion. Für Reisende aus Westeuropa oder Nordamerika ist Abchasien bislang noch weitgehend unerschlossen.
Zu den beliebtesten Touristenzielen des Landes gehören die Strände in Pizunda, Gudauta und Gagra, die Klosteranlagen in Achali Atoni, die Hauptstadt Sochumi, der Riza-See, die Reste der Großen Abchasischen Mauer und zahlreiche über das gesamte Land verteilte Kultur- und Baudenkmäler, die teilweise noch aus der Antike stammen.
Die Probleme des Tourismus in Abchasien sind unter anderem eine veraltete Infrastruktur, die teilweise noch aus der Zeit der Sowjetunion stammt, eine in manchen Landesteilen noch immer angespannte Sicherheitslage sowie die Tatsache, dass Abchasien von den meisten Staaten weltweit nicht als unabhängiger Staat, sondern als Teil Georgiens anerkannt wird. Georgien sieht wirtschaftliche Aktivitäten in Abchasien als Straftat und droht potentiellen Investoren in Abchasien mit Konsequenzen. Des Weiteren betrachtet Georgien den Grenzübertritt über Russland als illegale Einreise nach Georgien, so dass Touristen bei einem späteren Besuch Georgiens mit Problemen zu rechnen haben.
In den letzten Jahren gab es dennoch massive Investitionen in die abchasische Tourismusindustrie.